# Echter Sternanis

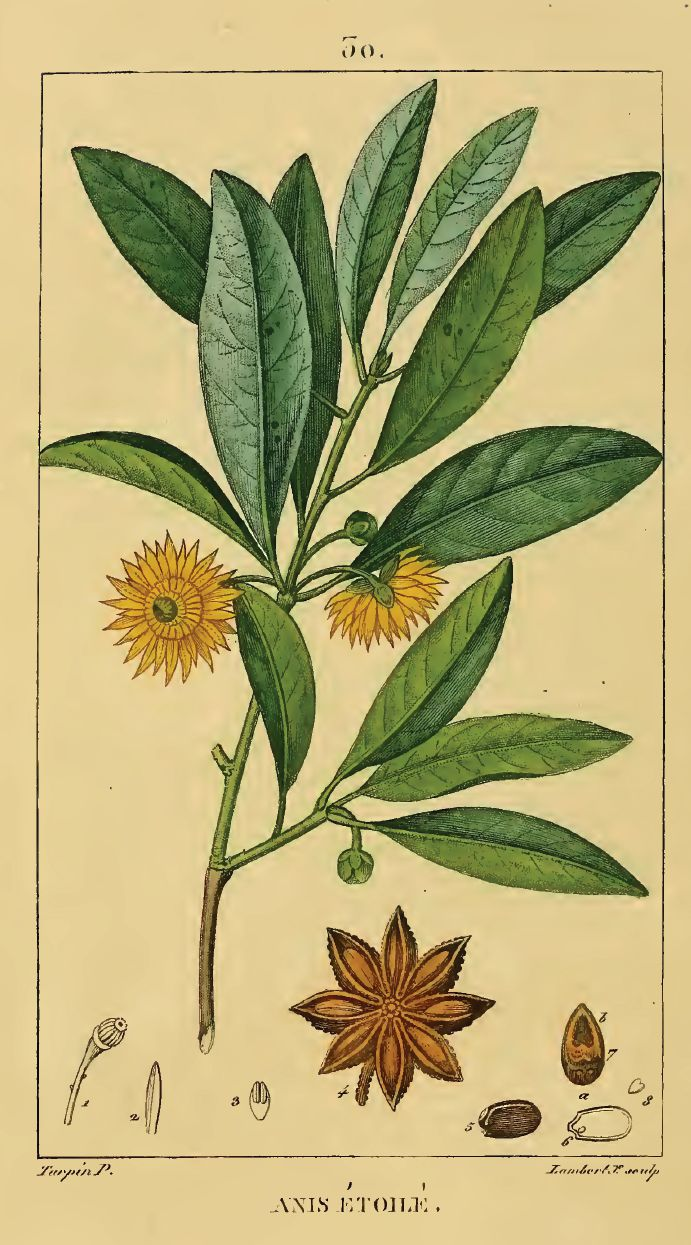
Illicium verum

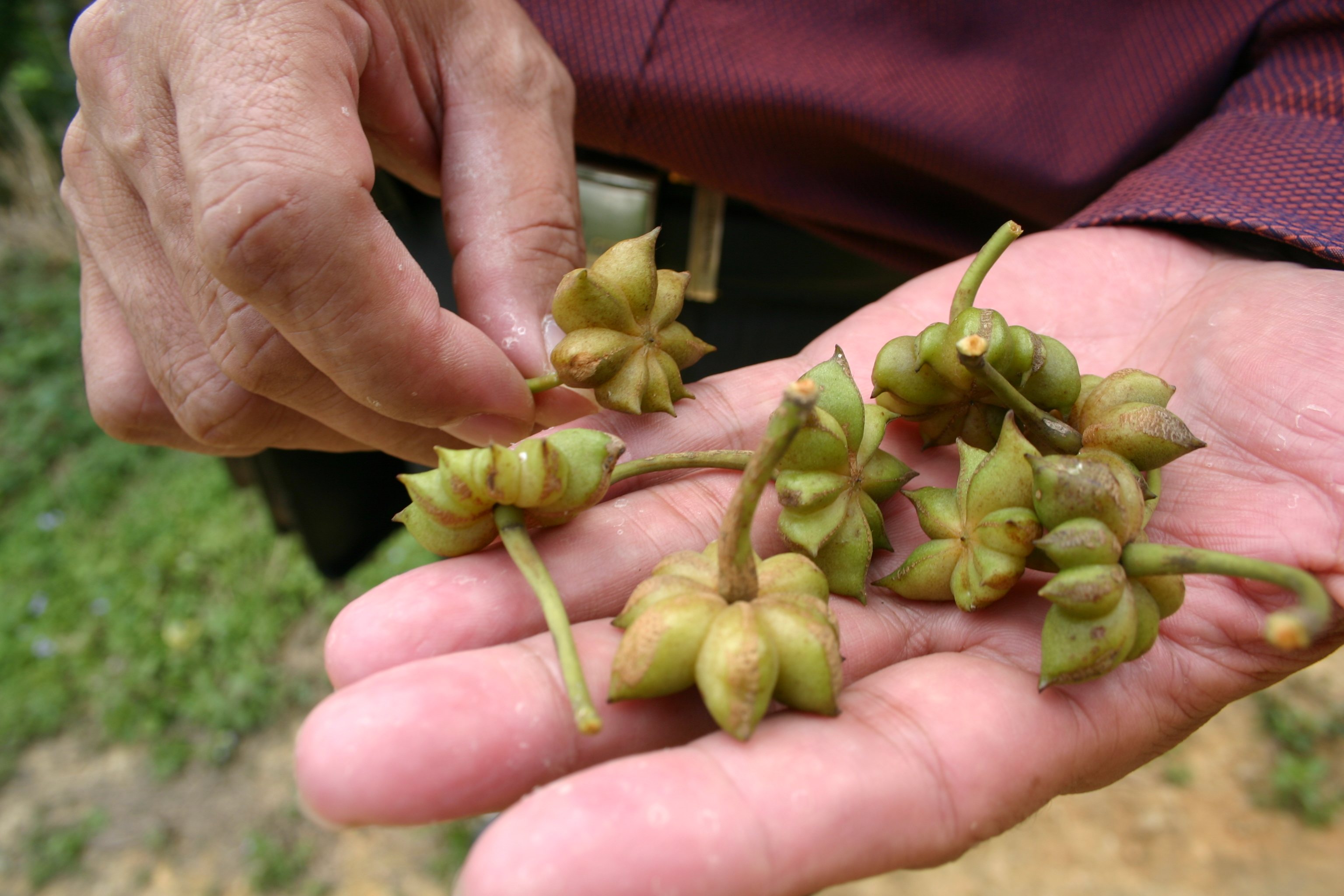
Früchte des Echten Sternanis mit noch unverholztem Perikarp

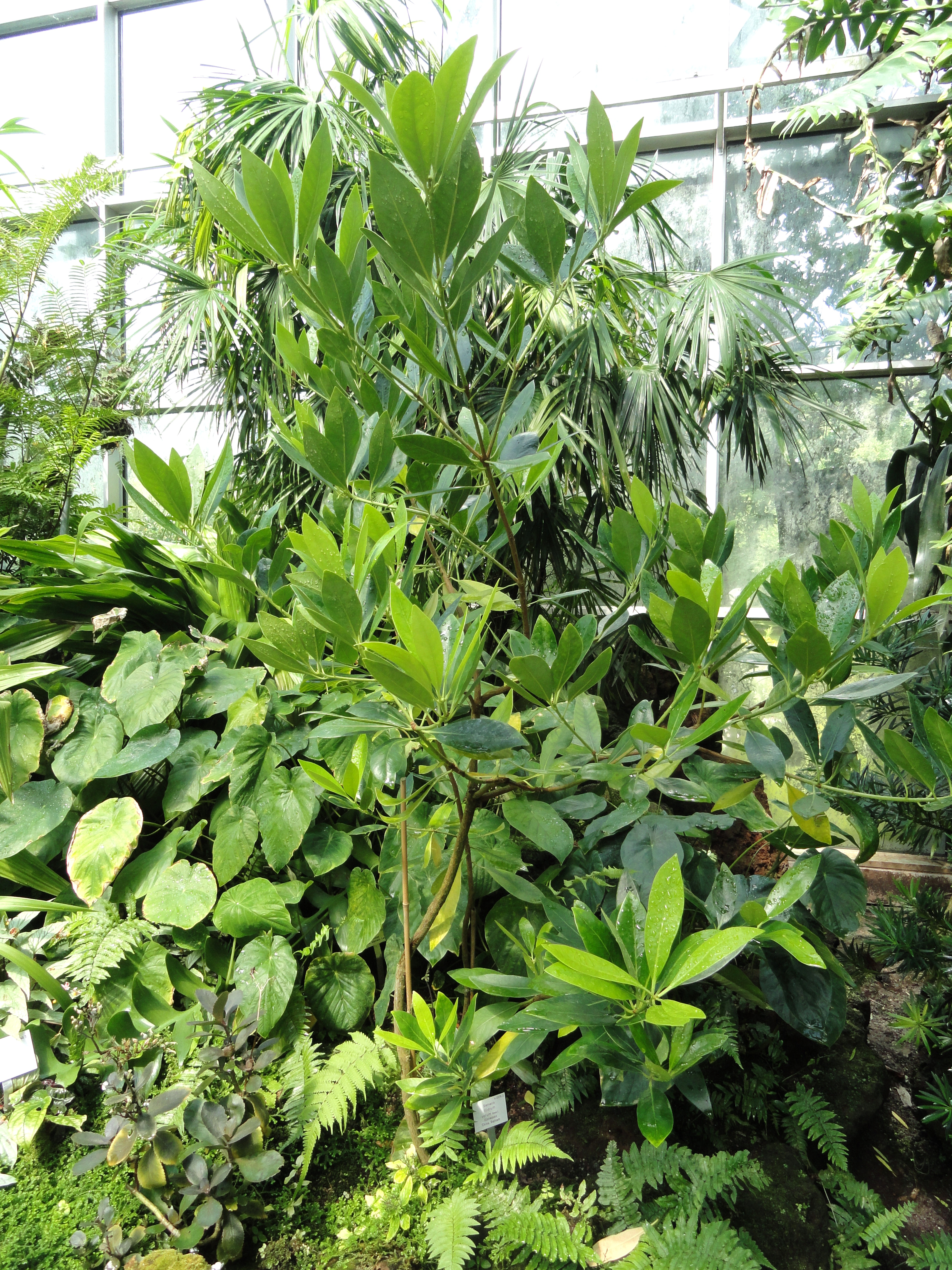
Illicium verum, Palmengarten, Frankfurt am Main

Der Echte Sternanis (Illicium verum) ist eine Pflanzenart in der Familie der Sternanisgewächse (Schisandraceae). Der Echte Sternanis wächst in tropischen Gebieten und die reifen Früchte (Anisi stellati fructus) werden als Gewürz und medizinisch genutzt.

## Beschreibung
Der Echte Sternanis wächst als immergrüner Baum, der Wuchshöhen von bis zu 20 m erreichen kann. 
Die wechselständigen und kurz gestielten, ledrigen Laubblätter stehen dicht an den Enden der Zweige. Sie sind verkehrt-eiförmig bis -eilanzettlich oder lanzettlich, 5 bis 15 cm lang und 1,5 bis 5 cm breit. Die Blattspitze ist rundspitzig bis spitz oder kurz zugespitzt, die Blattbasis ist keilförmig bis spitz, der Blattrand ist ganz. Die Blätter sind meist kahl und enthalten Ölzellen. Die Nebenblätter fehlen.
Die weiß-rosa bis rötlichen oder auch gelb-grünlichen und zwittrigen, gestielten, duftenden Blüten stehen meist einzeln in den Blattachseln. Die einfache Blütenhülle besteht aus sieben bis zwölf Blütenhüllblättern. Es sind 11 bis 20 freie, kurze Staubblätter vorhanden, meist sieben bis neun freie, oberständige Fruchtblätter mit kurzem Griffel stehen in einem Quirl und sind nicht miteinander verwachsen. 
Die rötlich-braune, sternförmige Sammelbalgfrucht besitzt einen Durchmesser von etwa 3–4 cm und besteht aus meist sieben bis neun verholzten, einsamigen Balgfrüchten. Die 8–9 mm großen, abgeflachten Samen sind bräunlich, glatt und glänzend.
Die Chromosomenzahl beträgt 2n = 28.

## Vorkommen
Der Echte Sternanis kommt vom südlichen und westlichen Guangxi bis zum nördlichen Vietnam vor.

## Inhaltsstoffe
Sternanis, insbesondere die Früchte, enthält eine größere Anzahl an Alkaloiden, 9 bis 10 % Tannine, Flavonoide, Veranisatine, Foeniculin und Fettsäuren, wie Myristinsäure, Palmitinsäure, Stearinsäure und Linolsäure. Daneben finden sich verschiedenste Terpene, wie Anethol (cis- und 85 bis 90 % trans-Anethol), Limonen, α- und β-Pinen, α- und  β-Phellandren, α-Terpineol, Farnesen, Farnesol, Myrcen, 3-Caren, Cineol, Sabinen, Linalool, Nerolidol. Ferner finden sich u. a. noch Estragol, Anisylaceton, Anisaldehyd, Cuminaldehyd, Safrol,  β-Sitosterol, p-Cymol, Methylisoeugenol, p-Hydroxybenzoesäure, Copaen, und Caryophyllene.

## Verwendung

### Küche
Zusammen mit Fenchel, Cassiazimt, Gewürznelke und Szechuanpfeffer wird der Echte Sternanis in der chinesischen Küche als Fünf-Gewürze-Pulver verwendet. Darüber kann es Bestandteil des indischen Currys sein. Asiatische Fleischgerichte wie die Pekingente werden mit Sternanis aromatisiert. Auch für eine würzige Brühe namens Lu-shui, die vielseitig in der chinesischen Küche verwendet wird, wird Sternanis als eines der zahlreichen Gewürze verwendet. Da die Hülle aromatischer ist als die Kerne, wird der Sternanis samt Hülle verwendet oder gemahlen. In geschlossenen Behältern aufbewahrt beträgt die Haltbarkeit etwa drei Jahre.
Echter Sternanis schmeckt anhaltend süß und lakritzartig, aber auch ein wenig pfeffrig und säuerlich. Pflanzen mit sehr ähnlichem Aroma sind Anis, Fenchel und die heutzutage selten verwendete Süßdolde (Myrrhis odorata).

### Medizinische Nutzung
Als Heildroge dienen die getrockneten Sammelfrüchte, die 70 ml/kg ätherisches Öl enthalten. Das Aroma des Sternanis wird von trans-Anethol bestimmt, welches mit mindestens 86 % den größten Anteil des ätherischen Öls ausmacht.
Sternanis hat wie Anis (Pimpinella anisum) schleimlösende, Auswurf fördernde und leicht krampflösende Eigenschaften und wird wie dieser, allerdings viel seltener, bei Katarrhen der Atemwege sowie bei Verdauungsbeschwerden mit Völlegefühl, Blähungen und leichten Krämpfen in Teemischungen eingesetzt. Medizinisch genutztes Anisöl, das in vielen Hustenmitteln enthalten ist, wird sowohl aus Echtem Sternanis als auch aus Anis gewonnen.

### Sonstiges
Der nahe Verwandte und im Geruch und Aussehen ähnliche Japanische Sternanis, Illicium anisatum, wird in Japan traditionell als Räucherwerk verbrannt, er ist aber nicht als Gewürz geeignet, da er giftig ist und Leber, Nieren und Blase dauerhaft schädigen kann. Teilweise ist es durch ungewollte Vermischungen von Echtem mit Japanischem Sternanis zu Vergiftungen gekommen.